# روسولا أرمنية
روسولا أرمنية (الاسم العلمي: Russula armeniaca) هي نوع من الفطريات يتبع جنس الروسولا من الفصيلة الروسولية               .	